# Épisode cévenol
 (juillet 2011).
Si vous disposez d'ouvrages ou d'articles de référence ou si vous connaissez des sites web de qualité traitant du thème abordé ici, merci de compléter l'article en donnant les références utiles à sa vérifiabilité et en les liant à la section « Notes et références ».
Pour les articles homonymes, voir Cévenol.
Ne doit pas être confondu avec Épisode méditerranéen.
Un orage cévenol, un épisode cévenol ou des pluies cévenoles sont un type de pluie qui affecte principalement les Cévennes et le piémont cévenol, dans le sud de la France. Ces épisodes violents provoquent souvent de graves inondations. Il s'agit d'épisodes méditerranéens.
Le « véritable épisode cévenol » se caractérise par l'accumulation de masses nuageuses en provenance du golfe du Lion, souvent dans un régime de vents de sud à sud-est très humides, provoquant dans un premier temps des pluies orographiques sur les massifs qui finissent par s'étaler en général jusqu'en plaine. Un épisode cévenol se déroule normalement sur plusieurs jours et donne en moyenne des quantités d'eau comprises entre 200 et 400 mm sans que cela revête un caractère exceptionnel pour ces régions montagneuses (plus rarement jusqu'à 600 ou 700 mm au cours d'épisodes vraiment intenses). Ces dernières années[Quand ?], le terme d'« épisode cévenol » a été souvent improprement employé pour désigner les orages qui ont notamment touché les plaines du Languedoc, pour lesquels les phénomènes entrant en action sont différents comme expliqué plus bas.

## Départements concernés

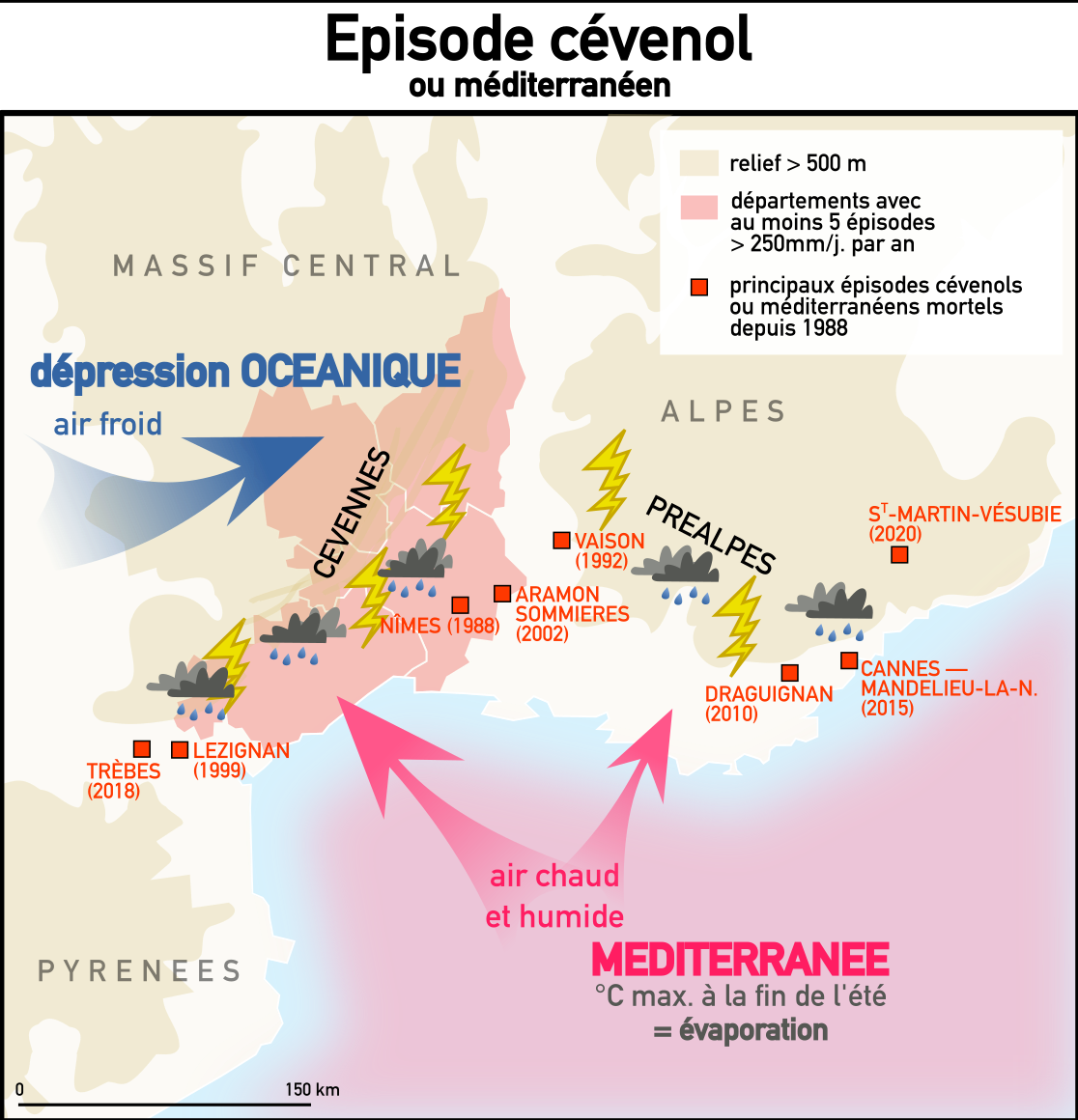
Carte schématique expliquant le phénomène d'épisode cévenol et méditerranéen.

Les principaux départements affectés par ces pluies sont ceux ayant une partie de leur territoire dans les Cévennes : l'Ardèche, le Gard, l'Hérault, la Lozère et l'Aveyron.
À proximité, l'Aude subit un phénomène proche au pied de la montagne Noire. Les Bouches-du-Rhône et le Vaucluse sont affectés indirectement lorsque le Rhône déborde de son lit vers l'est sous l'effet du débit augmenté de ses affluents de sa rive droite. D'autres événements peuvent affecter tous les départements méridionaux mais on parlera plus volontiers d'épisode méditerranéen.

## Déroulement

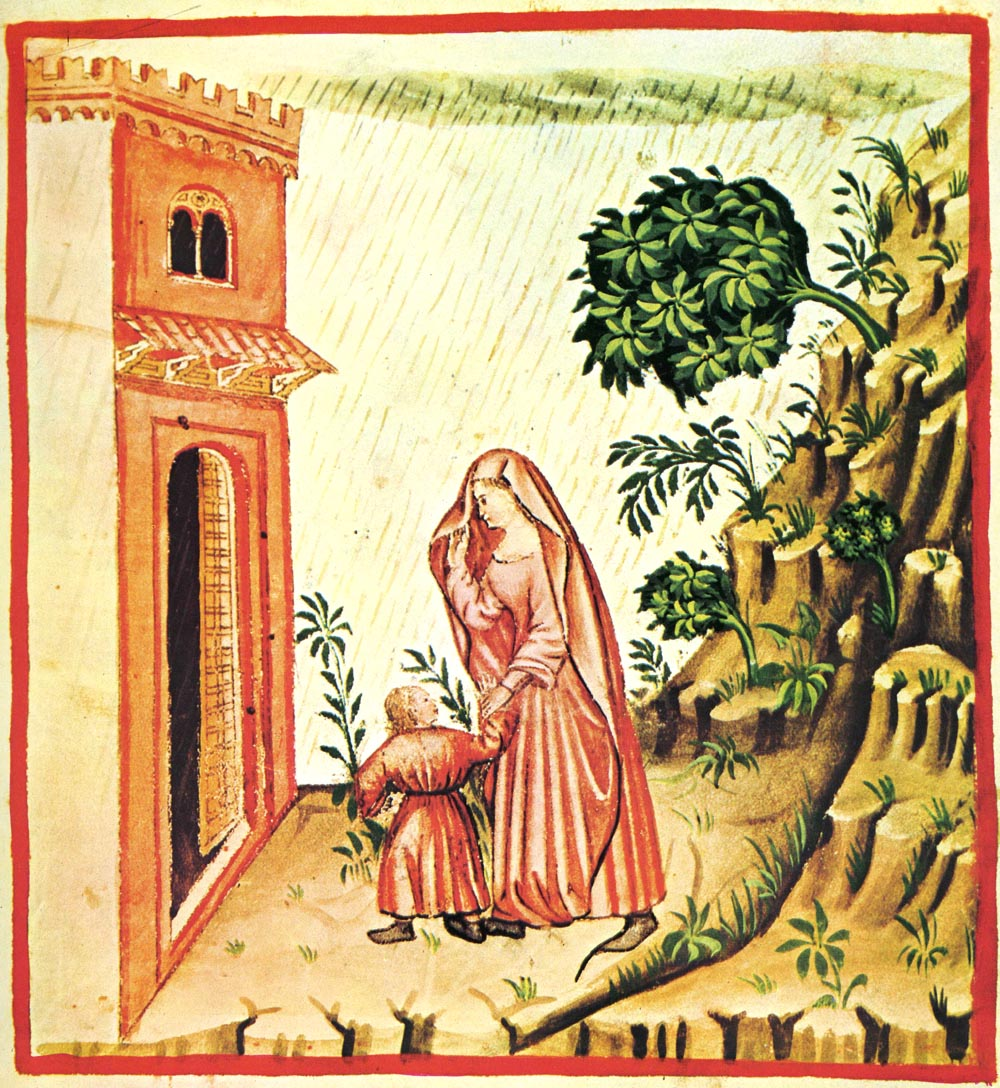
Représentation du vent de la mer sur une miniature du XVIe siècle

Les épisodes cévenols se produisent principalement en début d'automne, quand la mer Méditerranée est encore suffisamment chaude et "évaporante" et lorsqu'un centre dépressionnaire se trouve sur le proche Atlantique. Un courant de sud s'installe alors (les vents tournant dans le sens inverse des aiguilles d'une montre autour des dépressions) et de grandes masses d'air humide remontent de la mer Méditerranée et rencontrent sur leur chemin les montagnes des Cévennes, plus froides. Il en résulte des phénomènes de condensation et une grande instabilité du fait des différences de température. Toutes les conditions sont alors réunies pour que de fortes pluies torrentielles se produisent, en particulier sur le relief des Cévennes mais aussi sur le piémont.

### Orages imbriqués
L'air humide venant de Méditerranée se retrouve bloqué par le relief des Cévennes et provoque une série d'orages diluviens, l'air chaud revenant sans cesse au contact de l'air froid en altitude. Les situations orageuses de type cévenol s'accompagnent donc de fortes pluies liées à une activité orageuse régulière et très intense, ainsi qu'à des rafales de vent maritime.
Les pluies diluviennes engendrées par des épisodes cévenols peuvent produire des lames d'eau en quelques minutes. Les orages intenses, alimentés par d'énormes quantités de vapeur d'eau disponibles, produisent des conditions de pluies très violentes, donnant des inondations. Les nuages déversent donc de très fortes précipitations, se dissipent puis se reforment avec les courants instables pour donner d'autres pluies orageuses.

### Durée de l'épisode et période
Les épisodes orageux durent souvent de 24 à 72 heures, ou dans les cas les plus rares, peuvent durer plus de quatre jours.
Les précipitations orageuses cessent avec le retour du mistral et de la tramontane, des courants secs du nord bloquant la remontée des dépressions maritimes. Ainsi, les épisodes cévenols sont fréquents en automne et se déroulent plus précisément en septembre, octobre et novembre. Mais des orages cévenols peuvent aussi se produire (plus rarement) au printemps, en mars et avril.

### Fréquence
La fréquence de tels événements est assez aléatoire, certaines années étant beaucoup plus perturbées que d'autres, et on ne peut établir avec certitude un lien avec le réchauffement climatique. Une étude scientifique publiée en mai 2021 par deux chercheurs de l'Université Grenoble-Alpes n'établit pas de lien entre l'augmentation de la température de la mer Méditerranée et la fréquence des épisodes cévenols depuis 1950 ainsi que leur violence, même si Dinh Ngoc et Barthelemy suggèrent que pour confirmer leurs résultats, une analyse sur une période plus longue serait nécessaire.

## Crues induites
Les orages cévenols induisent aux cours d'eau un régime hydrologique particulier, décrit comme celui des rivières cévenoles.

### Épisodes cévenols

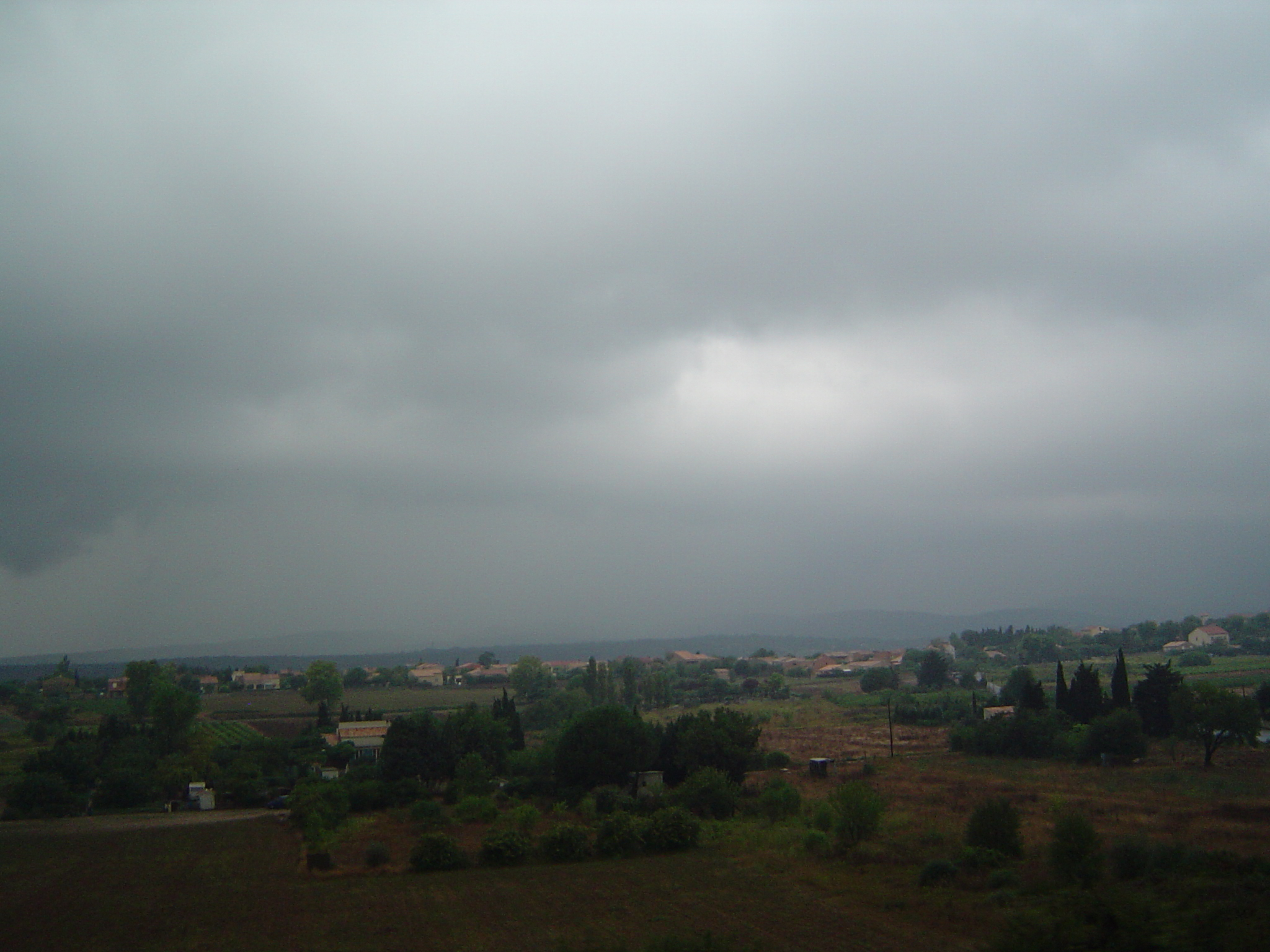
Ciel pendant l'épisode cévenol du 6 septembre 2005

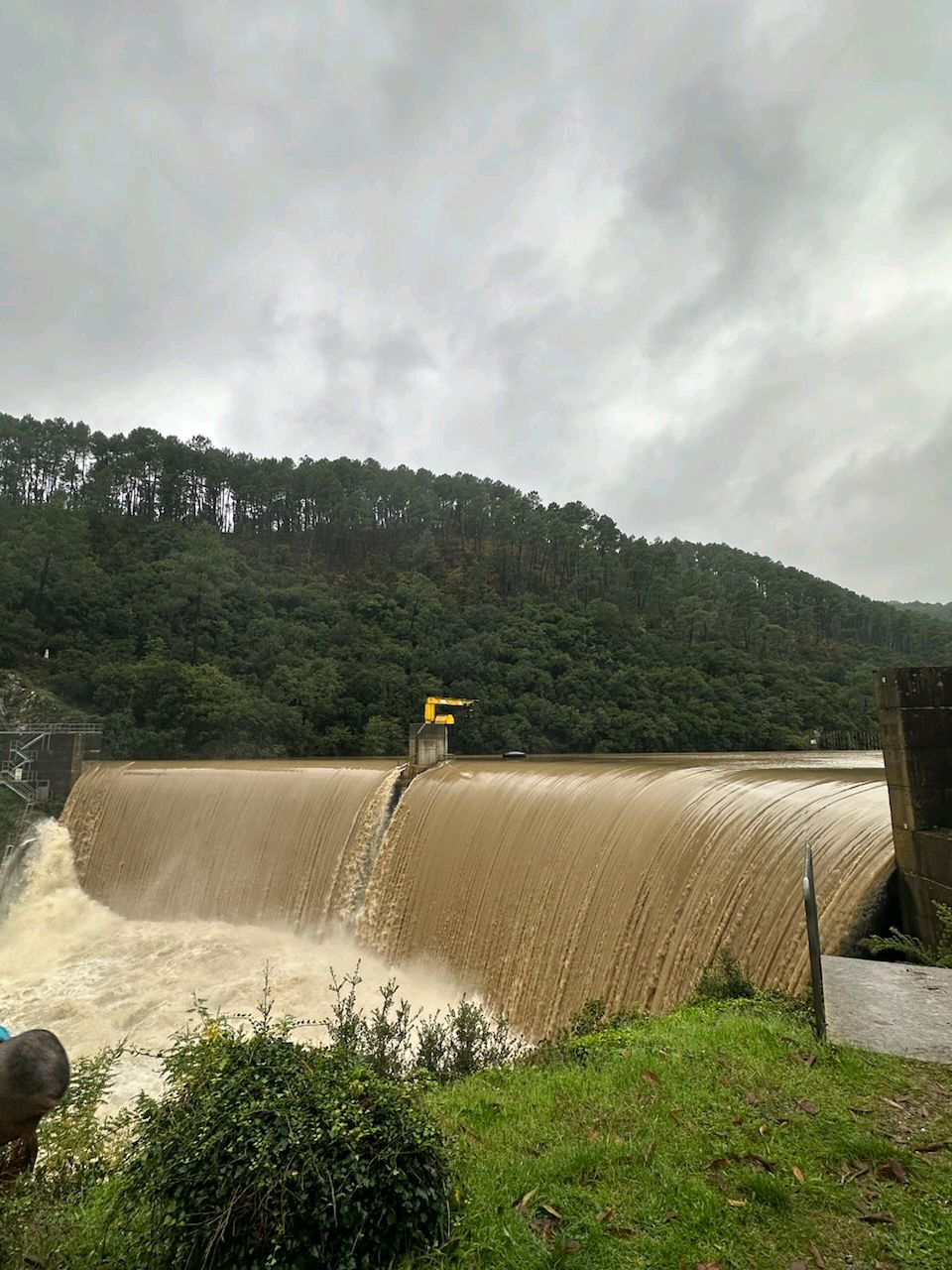
Barrage des Camboux après l'épisode cévenol du 19 octobre 2024.

Ces phénomènes existent depuis des siècles. Ainsi, l'épisode du 17 août 1697 est ressenti comme une punition divine. Par contre, pour celui du 29 septembre 1900, à Valleraugue, on dispose d'une abondante documentation : il a été relevé 950 mm de pluie en une dizaine d'heures ce qui est le record absolu de pluie en France (à égalité avec l'Aiguat de 1940).
Dans la même commune d'ailleurs, 120 ans plus tard, un autre cumul sera médaille d'argent car 706 mm d'eau se sont déversés, en à peine une dizaine d'heures. La médaille de bronze sera celle des 936 L/m2 tombés cependant en cinq jours (du 1er au 6 novembre 2011), ce qui reste exceptionnel (Loubaresse en Ardèche a d'ailleurs reçu une quantité de pluie similaire avec 910 mm du 1er au 5 novembre 2011).
Depuis 20 ans, des épisodes cévenols marquants ont eu lieu en 2002, 2003, 2005 (automne) 2010, 2011, 2015[réf. nécessaire] , 2020,2024 .
- Les 8 et 9 septembre 2002, le département du Gard et ses proches alentours ont été durement touchés par des pluies intenses issues d'un système convectif en V à méso-échelle. Des valeurs de précipitations exceptionnelles ont été relevées : par exemple 687 mm à Anduze et même jusqu'à 713 mm à Cardet au sud d'Alès et cela en à peine vingt-quatre heures (de l'ordre d'un an de précipitations). Le bilan de cet épisode, qui a débuté un dimanche soir, est de 23 morts, essentiellement à la suite de la rupture d'une digue à Aramon.
- L'épisode cévenol de début décembre 2003 a été remarquable par son étendue et sa virulence, de l'Aude jusqu'au nord du Massif central et aux Alpes du Sud : – Le Rhône s'est déversé sur plusieurs communes et plaines du Gard et d'Arles, après la rupture de plusieurs digues. 16 millions de m3 ont envahi une bonne partie de la ville d'Arles et le Rhône a atteint un débit record de 12 777 m3/s, contre 1 800 m3/s en temps ordinaire. Le pompage de l'eau a pris plusieurs semaines ;  – Le Vidourle, fleuve côtier entre les départements du Gard et de l'Hérault, a inondé pour la troisième fois en deux ans la ville de Sommières ;  – Le Lez, la Mosson et divers ruisseaux côtiers autour de Montpellier isolèrent les villes[Lesquelles ?] de Mauguio et du canton de Lattes. Avec 6 m au-dessus de son cours habituel, le Lez a atteint à Montpellier et Lattes la hauteur de ses digues protégeant les quartiers de ces villes concentrant plusieurs dizaines de milliers d'habitants ; – Plus à l'ouest, les fleuves Hérault, Orb et Aude ont inondé les quartiers bas de quelques villes et villages. La crue de ces fleuves a été prolongée sur le littoral par la houle et le vent sur la mer Méditerranée qui a bloqué l'évacuation des flots vers le large.
- L'épisode cévenol du 1er au 9 novembre 2011 a également été remarquable par sa durée et l'extension spatiale des forts cumuls de précipitations[6]. Les quantités d'eau tombées sur la plaine pendant la durée de l'épisode ont été comprises entre 200 mm et 400 mm et entre 500 et 700 mm sur les hauteurs voire 800 mm localement.
- Bien que très localisé, l'épisode cévenol du 19 septembre 2020 est l'un des plus violents, non seulement de l'histoire du Sud-Est, mais aussi en tant que l'un des plus gros épisodes orageux que la France ait connus. Les cumuls de pluie observés ont battu des records locaux : 718 mm d'eau tombés à Valleraugue en moins de dix heures, dont 360 mm d'eau en seulement quatre heures. Ces orages d'une extrême violence entraînent des crues éclairs d'une intensité rarissime. Des fleuves quasiment à sec vont prendre plusieurs mètres en seulement une à deux heures : l'Hérault, à sec le 18 septembre, va carrément battre sa crue de 2011 en amont et atteindra 1,6 fois le débit de la Seine en quelques heures ; de même, le Gardon est passé de 0,70 m à Saint-Jean-du-Gard à 6 m en deux heures – soit son niveau de 2002. À cela s'ajoute une forte activité orageuse, avec une densité d'impacts de foudre importante sur le territoire français (5 000 éclairs par heure). Le bilan de ces pluies sur une zone restreinte – Aigoual, région de Ganges et Laroque – alors qu'à Alès à 70 km de Valleraugue, ou à Nîmes, il ne pleuvra pas – est évalué à plusieurs millions d'euros de dégâts, tandis que deux personnes sont décédées.

La répétition des inondations aux mêmes endroits à la suite d'orages méditerranéens pose la question de l'aménagement du territoire à proximité des cours d'eau connus pour leurs crues violentes.

## Recherche
Météo-France et le CNRS supervisent de 2010 à 2020 un programme de recherche international (HyMeX) ayant parmi ses objectifs de mieux comprendre les orages cévenols.